# Rhytidostemma badilloi
Rhytidostemma badilloi är en oleanderväxtart som först beskrevs av Morillo, och fick sitt nu gällande namn av Morillo. Rhytidostemma badilloi ingår i släktet Rhytidostemma och familjen oleanderväxter. Inga underarter finns listade i Catalogue of Life.